# Società Ginnastica Gallaratese 1951-1952
Questa voce raccoglie le informazioni riguardanti la Società Ginnastica Gallaratese nelle competizioni ufficiali della stagione 1951-1952.

## Rosa
| N. |                   | Ruolo | Calciatore      |
| -- | ----------------- | ----- | --------------- |
|    | Italia (bandiera) | C     | Aldo Andreani   |
|    | Italia (bandiera) | D     | Lucio Asta      |
|    | Italia (bandiera) | A     | Italo Bardelli  |
|    | Italia (bandiera) | D     | Sergio Barsanti |
|    | Italia (bandiera) | P     | Bongiasca       |
|    | Italia (bandiera) | A     | Guido Gandini   |

| N. |                   | Ruolo | Calciatore         |
| -- | ----------------- | ----- | ------------------ |
|    | Italia (bandiera) | C     | Mazzetti           |
|    | Italia (bandiera) | A     | Roberto Martignoni |
|    | Italia (bandiera) | C     | Romito             |
|    | Italia (bandiera) | D     | E. Rudoni          |
|    | Italia (bandiera) | A     | Antonio Vignati    |